# Georg Johann Köhler
Georg Johann Köhler (geboren 1. Dezember 1890 in Langenberg; gestorben 12. Februar 1944 in Frankfurt am Main) war ein deutscher Maler, Grafiker und Plakatkünstler.

## Leben

Georg Johann Köhler: Ihr Wochenend? Opelbad Wiesbaden, 1934, Titelblatt einer Werbebroschüre, Privatsammlung Wiesbaden

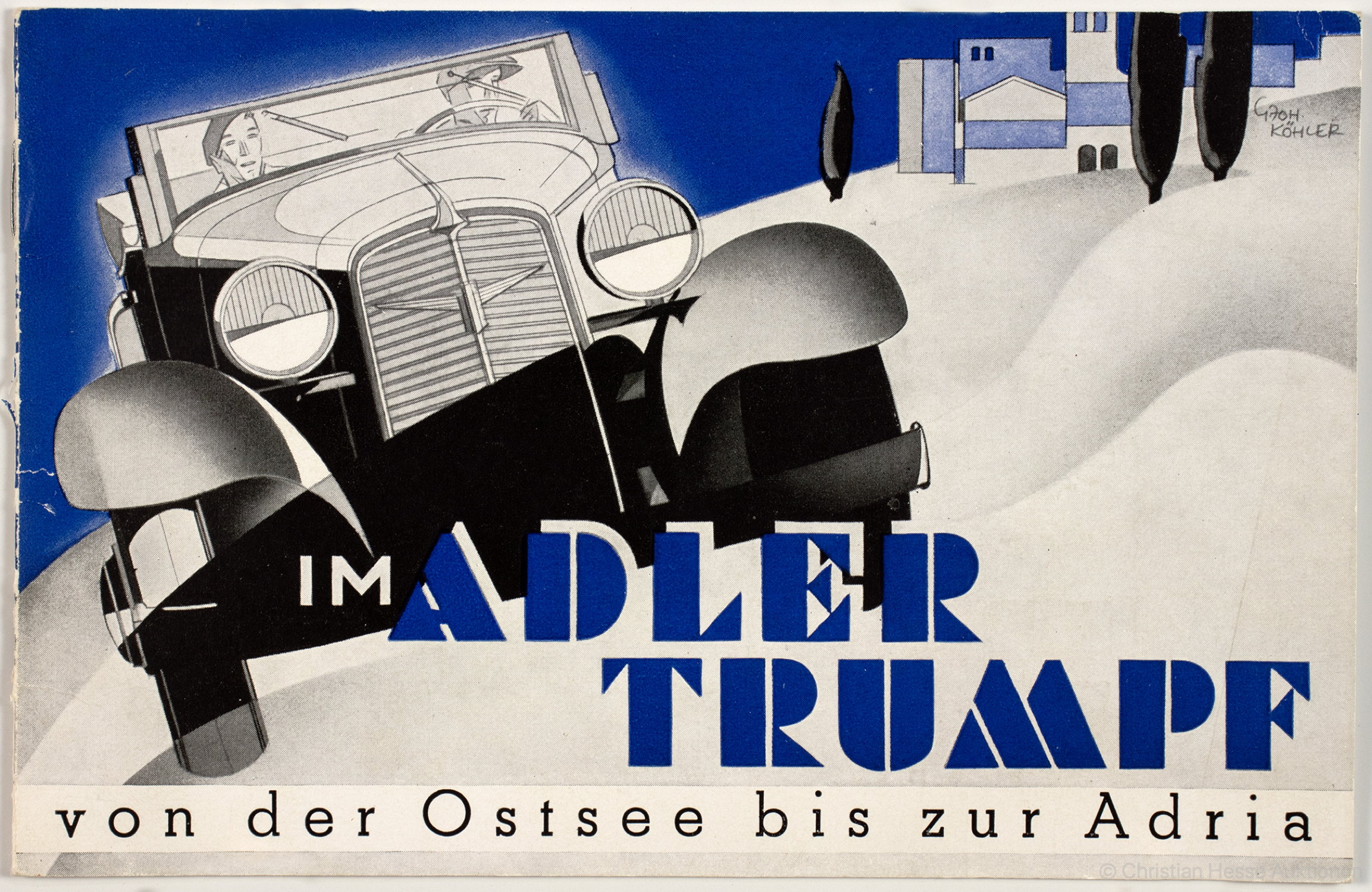
Werbeprospekt (1932)

Georg Johann Köhler absolvierte 1907 in Darmstadt eine Ausbildung bei Friedrich Wilhelm Kleukens und studierte bei Becker-Gundahl an der Kunstakademie München. Aus seiner Münchener Zeit sind Plakate für Künstlerfeste überliefert. Köhler war Soldat im Ersten Weltkrieg und geriet in Kriegsgefangenschaft. Er ließ sich 1919 in Darmstadt als Graphiker nieder. Er entwarf Werbeplakate für Unternehmen der Region, u. a. für die Firma E. Merck in Darmstadt und Adlerwerke in Frankfurt am Main. 1926 hatte er eine Plakatausstellung in der Darmstädter Kunsthalle. Er schuf auch Buchillustrationen.
Köhler war mit Ruth Blecher verheiratet, ihr Sohn Florian Köhler (1937–2013) wurde ebenfalls Maler.

## Werke (Auswahl)
- Kuno von Hardenberg: Der Verschwundene. Eine seltsame Geschichte aus Indien. Illustrationen Georg Johann Köhler. Gesellschaft Hessischer Bücherfreunde, Darmstadt 1920.
- Sambra-Dor [Sophie zu Wied]: Das Märchen von der weissen Frau. Illustrationen Georg Johann Köhler. Gesellschaft Hessischer Bücherfreunde, Darmstadt 1921.
- Prospekt Adlermodelle, ca. 1928 bei Pahor.